# Viso del Marqués (kommunhuvudort)
Viso del Marqués är en kommunhuvudort i Spanien.   Den ligger i provinsen Provincia de Ciudad Real och regionen Kastilien-La Mancha, i den centrala delen av landet, 210 km söder om huvudstaden Madrid. Viso del Marqués ligger 783 meter över havet och antalet invånare är 2 946.
Terrängen runt Viso del Marqués är platt åt nordost, men åt sydväst är den kuperad.Runt Viso del Marqués är det mycket glesbefolkat, med 6 invånare per kvadratkilometer. Närmaste större samhälle är Santa Cruz de Mudela, 15,8 km nordost om Viso del Marqués. Omgivningarna runt Viso del Marqués är i huvudsak ett öppet busklandskap.